# 安踏体育用品
安踏体育用品有限公司（あんとうたいいくようひんゆうげんこうし、簡体字中国語: 安踏体育用品有限公司、拼音: āntà tǐyù yòngpǐn yǒuxiàn gōngsī、英語: Anta Sports Products Limited）は、福建省晋江市に本社を置く中華人民共和国のスポーツウェアメーカーである。ANTA（アンタ）のブランド名で靴やアクセサリーを含めたスポーツウェアのデザイン・開発・製造・販売を行っている。1994年設立、本社は福建省の晋江市と廈門市にある。 

## 歴史
安踏体育用品は、家計の負担を軽減するために丁世忠によって1991年に設立された。安踏体育用品にとって、2008年北京オリンピックは、販路を拡大する良い機会となった。 
2007年に香港証券取引所に上場し、株式公開価格は1株当たり5.28香港ドルで取引された。2009年、百麗国際と中国本土・香港・マカオにおけるライセンス契約を締結し、これらの地域でFILAのブランドを使った事業を開始した。デサントとSPRANDIの店舗を中国本土で、KOLON SPORTとKINGKOWの店舗を中国・香港・マカオで運営している。 
2010年8月、元ミネソタ・ティンバーウルブズのフォワードであったケビン・ガーネットは、スポーツシューズのスポンサーを従来のアディダスから安踏体育用品に変更した。ゴールデンステート・ウォリアーズのガードのクレイ・トンプソンも2015年2月にナイキから安踏体育用品にスポンサーを変更した。2018年12月、安踏体育用品・方源資本 (FountainVest Partners)・テンセント等からなる投資家集団は、フィンランドのスポーツ用品メーカー大手のアメアスポーツコーポレーションに対して、株式公開買い付けを実施することを発表し、翌年3月に完了。 

## スポンサー
アンタ・スポーツは、クレイ・トンプソン、カイリー・アービング、ゴードン・ヘイワード、ラジョン・ロンド、ルイス・スコラ、マニー・パッキャオなどの多くのチーム・選手・参加リーグでオフィシャルサプライヤーやスポンサーになっている。かつてはチャンドラー・パーソンズやケビン・ガーネットなどもスポンサーになっていた。 
ウィンタースポーツ、ボクシング、テコンドー、体操、重量挙げ、レスリング、柔道、サーフィン、水球、ゴルフをはじめとする26の中国代表チームを支援した。 